# Twin Towers Guiyang, West Tower
La Huaguoyuan Tower West est un gratte-ciel de 74 étages en construction à Guiyang en Chine. Il est identique à la Huaguoyuan Tower East. Les deux immeubles ont déjà atteint leur hauteur définitive de 335 mètres. Leur achèvement est prévu pour 2020.